# Josef Hütterer
Josef Hütterer (* 8. November 1947 in Oed, einem Ortsteil der Marktgemeinde Waldegg, im Piestingtal) ist ein österreichischer Automobilrennsportler.

## Karriere
Hütterer eröffnete 1967 eine Tankstelle. 1982 legte er die Kfz.-Mechaniker-Meisterprüfung ab und eröffnete eine Kfz.-Werkstätte mit Autohandel. Von 1973 bis 1982 hatte er eine erfolgreiche Karriere im Automobilrennsport. 1981 und 1982 war er österreichischer Staatsmeister im Autocross.

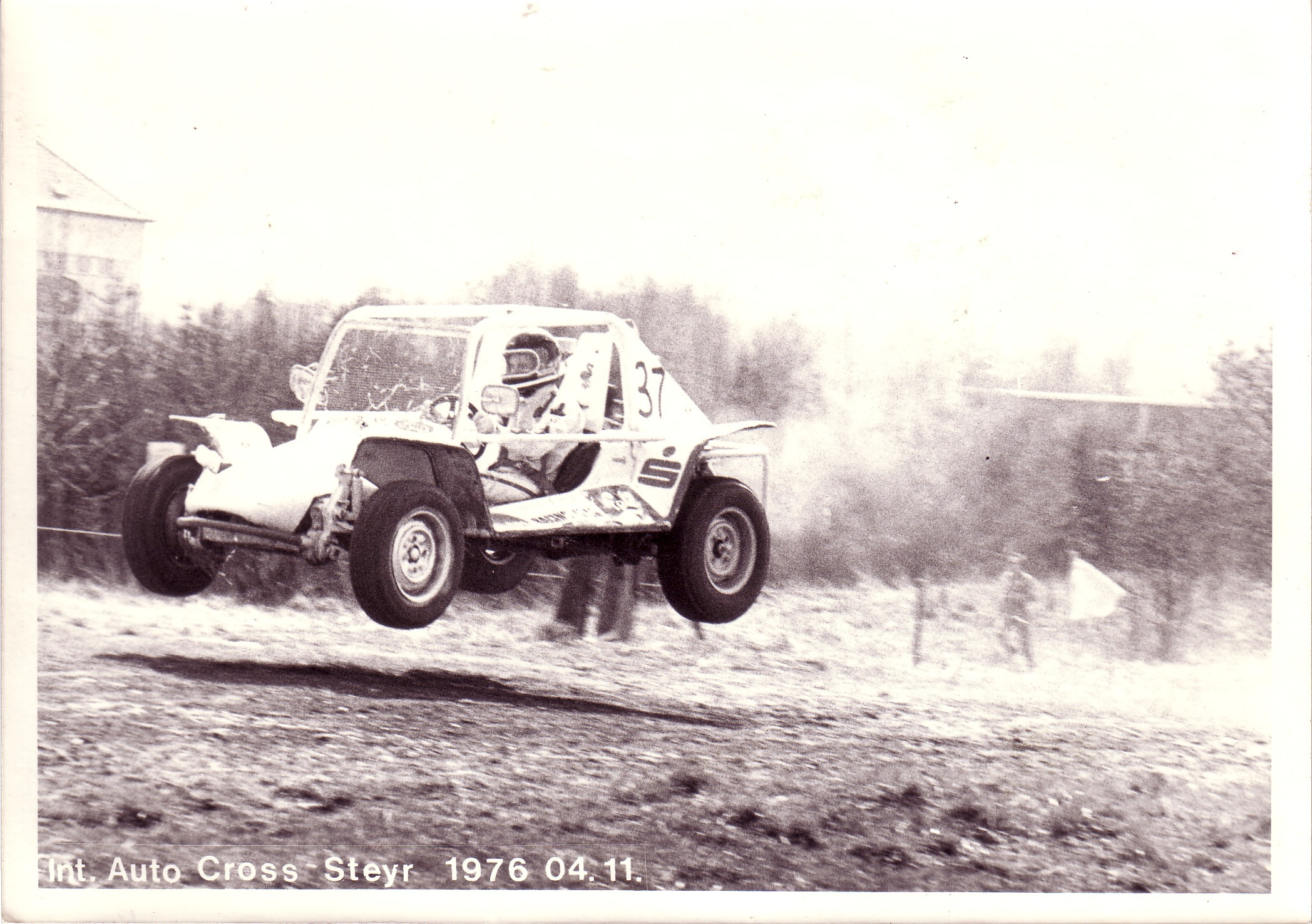
Autocross Steyr 11. April 1976
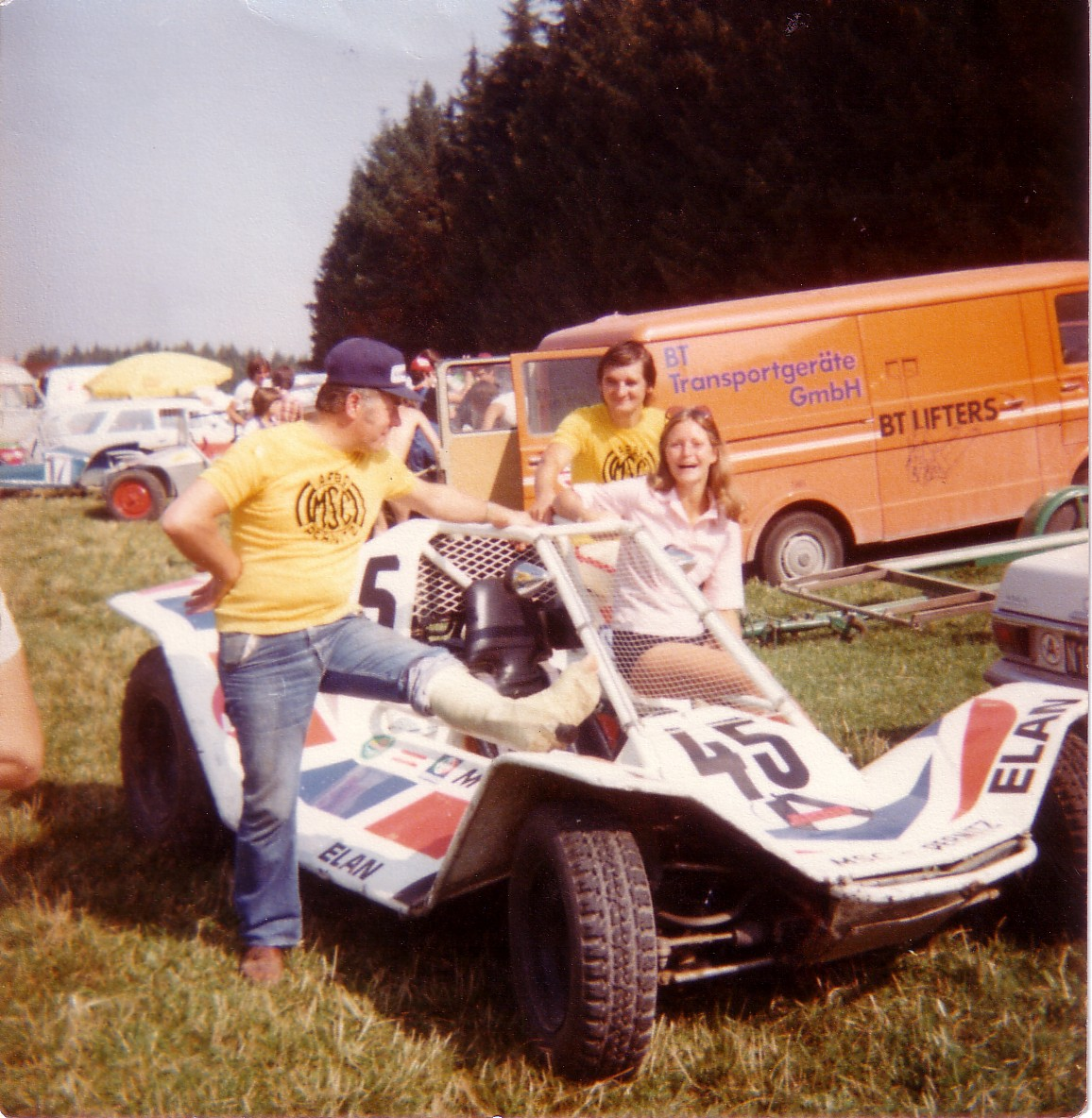
Autocross Traunstein 6. August 1978
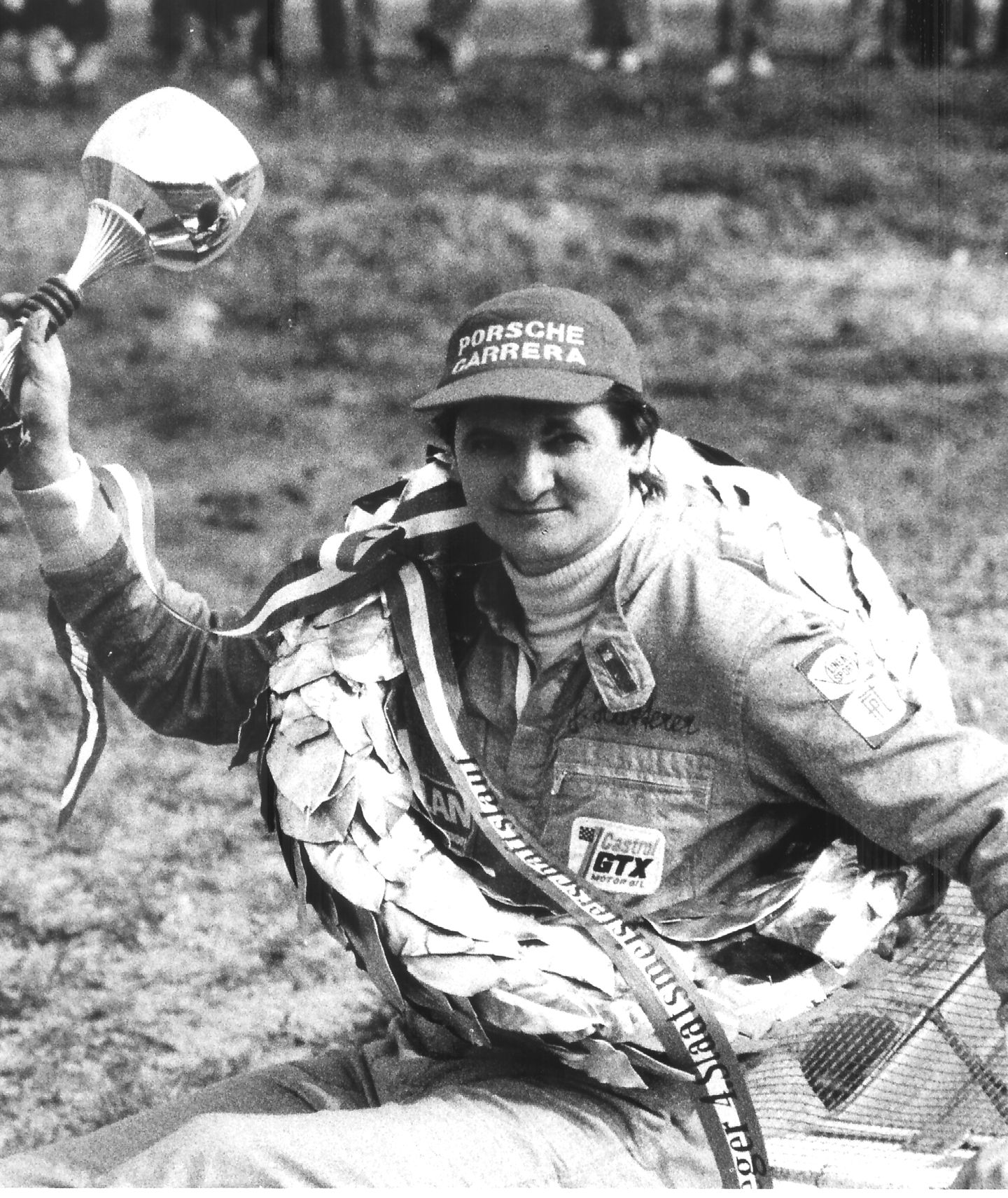
Autocross Oberrakitsch
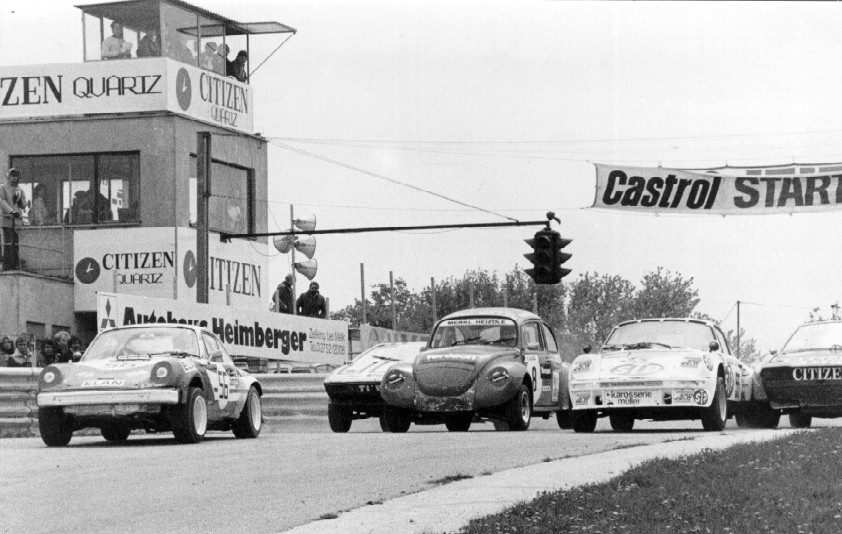
Rallye Cross Melk 1981
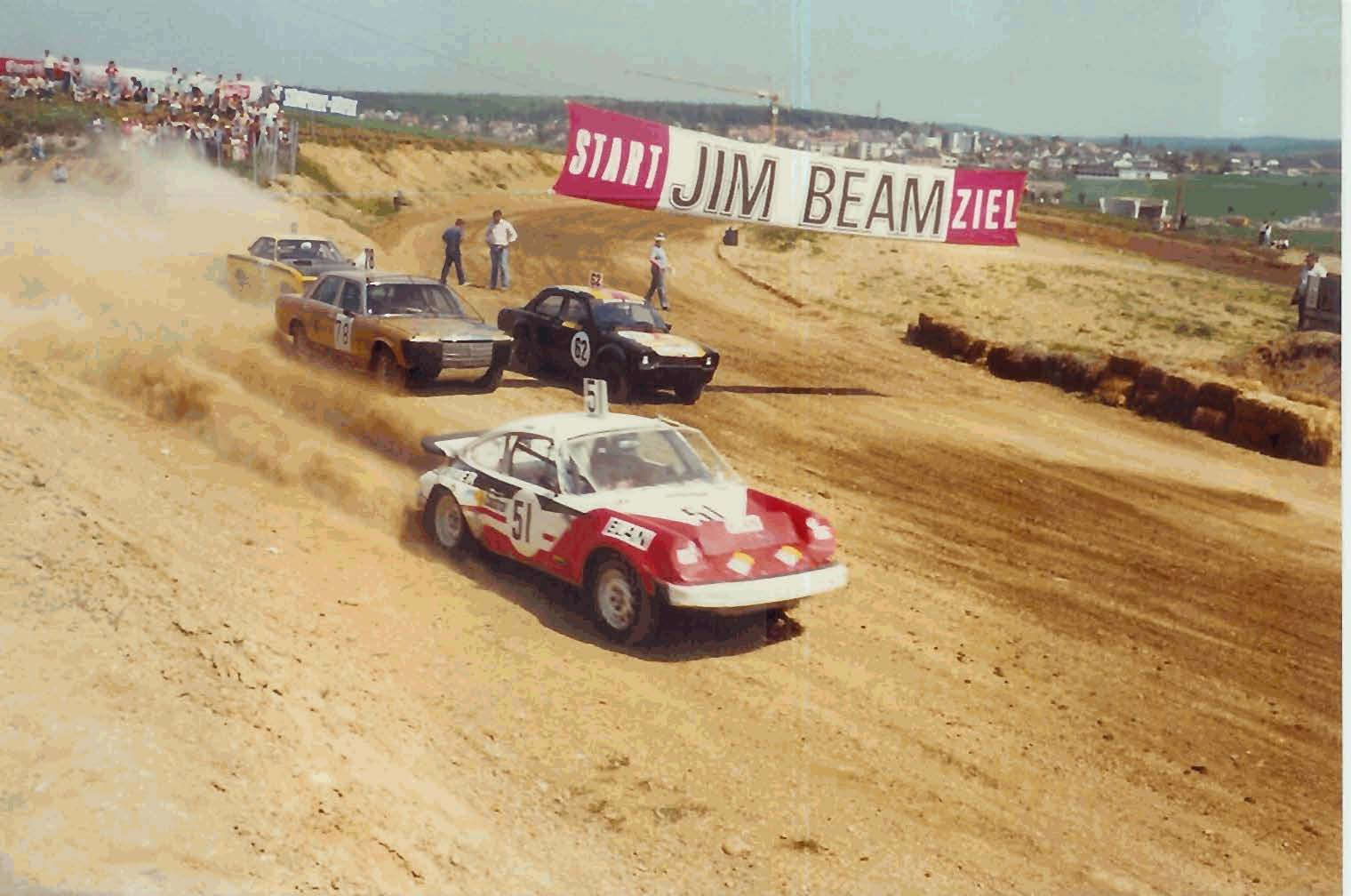
Autocross Hollabrunn 16. Mai 1982